# تعميم 31 مايو 2011
التعميم الوزاري بتاريخ 31 مايو 2011 Circulaire du 31 mai 2011 الصادر عن وزارة الداخلية الفرنسية، الملقب ب «تعميم جيون» نسبةً لكلود جيون وزير الداخلية الفرنسيي ، يخص الطلاب الأجانب عن الاتحاد الأوروبي الذين يرغبون في الاحتراف المهني في فرنسا. هدفه خفض تدفقهم من خلال اعتماد منهج نوعي وانتقائي.
ضهرت بعض الحركات الاحتجاجية مثل جماعية 31 مايو collectif du 31 mai وإطلاق عريضة على شبكة الانترنت، كما ضهرت العديد من المقالات في الصحافة الفرنسية في هذا الشأن.
بعد هذا الجدال، رفضت الحكومة الفرنسية سحب هذا التعميم ووضعت في 4 يناير 2012 تعميم وزاري تكميلي يخص فقط الطلاب المتحصلين على درجة الماجستير 2 على الأقل. يعطي هذا الأخير الولاة تعليمات بتمكين الطلاب الأجانب من الحصول على تصريح إقامة مؤقت ب 6 أشهر غير قابلة للتجديد وإمكانية الحصول على تصريح عمل.